# Royal Olympic Cruises
Die Royal Olympic Cruises (ab 2002 Royal Olympia Cruises) war eine griechische Reederei, die 1995 aus einer Fusion der Epirotiki Lines und Sun Line gegründet wurde und mehrere Kreuzfahrtschiffe betrieb. Nachdem die Reederei im Jahr 2003 in finanzielle Schwierigkeiten geraten war, wurde sie 2005 aufgelöst.

## Geschichte
Royal Olympic Cruises entstand im Jahr 1995 aus einer Fusion der angeschlagenen griechischen Epirotiki Lines und Sun Line. Die Schiffe beider Reedereien formten zusammen die Flotte für Royal Olympic Cruises, die anfangs aus sechs Einheiten bestand. Die zumeist älteren Schiffe wurden fortan für Kreuzfahrten im Mittelmeer eingesetzt.
Während Royal Olympic im Jahr 1998 noch mehr als neunzig Millionen Dollar Umsatz machte sanken 1999 die Buchungszahlen stark. Im selben Jahr wurde ein Teil der Reederei daher von Louis Cruise Lines erworben, die zwei Neubauten in Auftrag gaben: Die Olympic Voyager im Jahr 2000 und die Olympia Explorer im Jahr 2002.
Ab dem Jahr 2002 nannte sich die Reederei offiziell Royal Olympia Cruises. 2003 geriet sie abermals in finanzielle Schwierigkeiten, ein Teil der Flotte wurde wegen offener Rechnungen arrestiert. In der Folge wurde ein Großteil der Schiffe an andere Betreiber verkauft oder verschrottet. Im Jahr 2005 meldete Royal Olympia Cruises schließlich Insolvenz an und wurde aufgelöst.

## Schiffe
| Baujahr | Name             | Tonnage    | Bauwerft                                        | Im Dienst bei Royal Olympic Cruises | Status/Schicksal                                                                 |
| ------- | ---------------- | ---------- | ----------------------------------------------- | ----------------------------------- | -------------------------------------------------------------------------------- |
| 1962    | Odysseus         | 9.639 BRT  | Sociedad Española de Construcción Naval, Bilbao | ab 1995                             | 2005 verkauft, 2008 in Indien verschrottet                                       |
| 1965    | Stella Oceanis   | 3.963 BRT  | Cantieri Riuniti dell’Adriatico, Monfalcone     | 1995–2000                           | 2003 in Indien verschrottet                                                      |
| 1953    | Stella Solaris   | 13.217 BRT | Ateliers et Chantiers de France, Dunkerque      | 1995–2003                           | 2003 in Indien verschrottet                                                      |
| 1960    | Stella Maris II  | 2.964 BRT  | Adler Werft, Bremen                             | 1995–1998                           | 2008 in Indien verschrottet                                                      |
| 1971    | Triton           | 14.151 BRT | Rotterdamsche Droogdok Maatschappij, Rotterdam  | ab 1995                             | 2005 verkauft, 2014 in Indien verschrottet                                       |
| 1961    | Apollon          | 27.284 BRT | Vickers-Armstrong, Walker-on-Tyne               | ab 1995                             | 2003 in Indien verschrottet                                                      |
| 1948    | Orpheus          | 4.088 BRT  | Harland & Wolff, Belfast                        | 1996–1999                           | 2000 in Indien verschrottet                                                      |
| 1953    | Olympia I        | 5.500 BRT  | Ansaldo, Livorno                                | 1997–1998                           | 2006 in der Türkei verschrottet                                                  |
| 1976    | Olympic Countess | 17.495 BRT | Burmeister & Wain, Kopenhagen                   | 1998–2004                           | 2002 Olympia Countess, 2005 verkauft, 2014 nach Brand in der Türkei verschrottet |
| 2000    | Olympic Voyager  | 24.391 BRT | Blohm + Voss, Hamburg                           | 2000–2004                           | 2002 Olympia Voyager, 2004 verkauft, als Chinese Taishan in Fahrt                |
| 2002    | Olympia Explorer | 24.318 BRT | Blohm + Voss, Hamburg                           | 2000–2004                           | 2004 verkauft, als Blue Dream Star in Fahrt                                      |